# Graham Faulkner
Graham Faulkner (* 26. September 1947 in London) ist ein ehemaliger britischer Filmschauspieler.

## Leben und Karriere
Sein Schauspieldebüt gab der damals 24-Jährige 1972 in Franco Zeffirellis Religionsdrama Bruder Sonne, Schwester Mond. Trotz seiner überzeugenden Darstellung des heiligen Franz von Assisi wirkte er nur noch in einer einzigen weiteren Film-Rolle in Priest of Love (1981; Regie: Christopher Miles, Hauptdarsteller: Ian McKellen) sowie einer Reihe von kleineren Rollen in TV-Produktionen mit. Nach 1984 zog sich Graham Faulkner aus dem Schauspielgeschäft zurück und arbeitete als Büroangestellter in einem Speditionsbetrieb sowie später als Bankkaufmann.

## Filmografie
- 1972: Bruder Sonne, Schwester Mond (Fratello sole, sorella luna)
- 1974: Notorious Woman (Fernsehserie, 2 Folgen)
- 1975: Angels (Fernsehserie, Folge 1x10 Saturday Night)
- 1975: Churchill’s People (Fernsehserie, Folge 17 The Agreement of the People)
- 1976: Dickens of London (Fernsehserie, 6 Folgen)
- 1977: The Children of the New Forest (Fernsehserie, Folge 1)
- 1977: Charley’s Aunt (Fernsehfilm)
- 1981: Priest of Love
- 1983: The Cleopatras (Fernsehserie, Folge 6 51 BC)
- 1984: Shroud for a Nightingale (Fernsehserie, 4 Folgen)